# La impresionante aventura de la misión Barsac
La impresionante aventura de la misión Barsac (L’Étonnante aventure de la mission Barsac) es la última novela de las atribuidas en principio a Jules Verne, publicada de manera póstuma por entregas en Le Matin desde el 18 de abril hasta el 6 de julio de 1914, y de manera íntegra en un volumen doble en 1918.
La historia fue reescrita totalmente por el hijo de Jules, Michel Verne, basándose en dos esbozos del padre: Una villa Sahariana (Une ville saharianne) y Viaje de estudio (Voyage d’étude).
Es una de las más completas y enigmáticas novelas del escritor francés. En ella, de una manera muy dinámica, se conjuntan los elementos que hicieron famosos los viajes extraordinarios: un viaje, adelantos científicos y anticipaciones, una trama de suspenso, casi policiaco, y héroes vernianos listos a toda prueba.
Barsac y un grupo de funcionarios franceses viajan a las colonias francesas con el fin de ver la condición de los nativos y verificar si se les puede conceder el voto. Una extraña pareja de tía y sobrino, Jane y Agénor, se les unen, y se complica así la expedición de una manera asombrosa. Al final se sabrá el origen de esta pareja y su razón de viajar, a la vez que descubren una de las más fabulosas ciudades creadas por el escritor francés: Blackland.

## Personajes
- Diputado Barsac. Busca obtener el voto para las colonias africanas francesas, buscando a la vez favores políticos con la misión.
- Jane Mornas (Buxton). Se une a la misión con el fin de poder ver la tumba de su hermano George, muerto en la región.
- Amédée Florence. Siendo el más objetivo del grupo, es el personaje que informa al lector sobre todo lo concerniente a la misión.

- Agénor de Saint-Bérain. Sobrino de Jane Mornas, distraído y amante de la pesca.
- Dr. Châtonnay. Médico de la misión. Tiene la ocasión de prestar sus servicios sobre todo a Agénor, que una y otra vez se halla al borde de la muerte.
- Poncin. Miembro de la misión que no despega sus ojos de su libreta de apuntes, pues es estadístico.
- Harry Killer. Es un alcohólico de la peor calaña. Sin embargo, es el fundador y el gobernante de Blackland.
- Moriliré. Es el guía de la misión. Sin embargo, está a las órdenes de Harry Killer.
- Tongané. Fiel sirviente de la misión.
- Capitán Marcenay. Responsable de la seguridad de la misión. Sin embargo, recibe la orden de regresar y es relevado por una escolta de Harry Killer. Se enamora de Jane Mornas.
- Marcel Camaret. Un genio que ha construido magníficos inventos que dan vida a Blackland.

## Argumento
En el Central Bank de Londres tiene lugar un milimétrico robo en el que uno de los supuestos implicados es Lewis Buxton, administrador del banco.
Una expedición francesa viaja a las colonias africanas con la idea de comprobar el grado de civilización de los nativos, dirigida por el diputado Barsac, firme candidato a otorgarles el derecho a voto. A la expedición se unen Jane Mornas y su sobrino Agénor de Saint-Bérain, que busca limpiar el nombre de su hermano George Buxton, quien años antes murió como un traidor en la zona. Además, quieren limpiar el nombre familiar después de la implicación de su otro hermano en el robo del banco.
La expedición pasa por muchos problemas cada vez que se adentra más en el continente y se acerca al río Níger. Todo parece indicar que un enemigo oculto quiere detener su paso. Entre los sucesos destaca un posible envenenamiento en una aldea, la separación de la escolta del capitán Marcenay y la imposición de otra falsa, el abandono posterior de la escolta y los porteadores y el aislamiento de los restos de la misión. Oyen extraños ruidos y observan marcas muy raras en la tierra. Amédée Florence es quien empieza rápidamente a encontrar la ligazón entre tales acontecimientos y da aviso a la misión.
Sin embargo, Jane no desiste y llega hasta la tumba de su hermano, guiada por Tongané. La tumba es abierta, y el doctor comprueba la autenticidad del cadáver y que este murió a traición, y no por bala, sino de una puñalada por la espalda. Al otro día, son secuestrados y conducidos a una misteriosa ciudad.
Allí, en Blackland, conocen a quien está detrás de todo: el detestable bandido alcohólico Harry Killer, que ha levantado una ciudad en medio del desierto. Harry explica que no permitirá el regreso de la misión al mundo occidental, y les ofrece erigir un hospital para el doctor, un puesto en el periódico para Florence, la negociación con el mundo exterior cuando llegue el momento para Barsac y matrimonio a Jane. Con la ayuda del sabio Marcel Camaret y de Tongané (a quien en el rapto todos creían muerto) puede la misión refugiarse en una zona autónoma de la ciudad llamada La Usina. Allí vive gente honrada, obreros que han sido atraídos con la promesa de un fabuloso salario, pero que no saben nada de lo que sucede fuera de La Usina.
Sin embargo, Harry Killer asedia La Usina con sus huestes, los Merry Fellows, que se enfrentan con las "avispas" (pequeños vehículos eléctricos sin tripulación). Los Merry Fellows no pueden traspasar las defensas de La Usina, pero esta queda privada de alimentos, lo que conduce a debilitar internamente al personal. El asedio continúa por varios días, y Florence tiene la idea de mandar a Tongané por debajo de la ciudad hasta el barrio de los negros, donde 4.000 negros pueden rebelarse. El plan tiene éxito, y los negros, munidos con armas que proporciona el sabio, atacan a todos los maleantes. Sin embargo, a los europeos les dan ventaja sus armas de fuego. Jane Buxton decide entregarse a Harry Killer para que detenga el asedio y libere a sus compañeros.
La ciudad entonces empieza a estallar por explosivos dispuestos subterránea y preventivemente por Marcel Camaret, lo que obliga a salir a los de La Usina.
Mientras tanto, Jane descubre la verdad sobre Harry Killer: en realidad es Wiliam Ferney, su hermanastro, quien siempre sintió celos por sus otros hermanastros George y Lewis. Se dedicó al pillaje y se convirtió en ladrón. Fue él quien traicionó y mató a George, y, para obtener dinero con que financiar su ciudad, continuamente asaltaba bancos europeos. Uno de ellos fue el Banco Central, donde secuestró a Lewis; con eso pensaba vengarse de su padrastro, el viejo Lord Buxton, que, debido a las desgracias y las vergüenzas de sus hijos, está a punto de morir de tristeza. El motivo oculto del viaje de Jane es redimir la memoria de George.
La batalla continúa, y Barsac y los obreros logran reunirse con Jane. Son atacados por los malhechores mientras Marcel Camaret sigue destruyendo la ciudad con explosiones. Al final, Camaret derriba la fortaleza de Harry Killer al mismo tiempo que la suya propia, tal vez involuntariamente pues resulta herido de bala por su antagonista, y mueren uno y otro en el preciso momento en que llega el capitán Mercenay con un nutrido ejército. Mercenay fue avisado un mes antes del rapto de la misión mediante un telégrafo sin cables que tenía Camaret, y recibió la señal gracias a que un sistema similar era usado como prueba por un capitán amigo suyo.
Finalmente, la misión puede regresar a Francia, y Jane Buxton llega con su rescatado hermano Lewis a despedir a su padre antes de la muerte del anciano, y contrae matrimonio con el capitán Marcenay.

## Capítulos

### Primera parte
- I El asunto del Central Bank.
- II Un viaje de estudio.
- III Lord Buxton Glenor.
- IV Un artículo de L’Expansión Française.
- V Segundo artículo del señor Amédée Florence.
- VI Tercer artículo del señor Amédée Florence.
- VII En Sikasso
- VIII Moriliré.
- IX Por orden superior.
- X La nueva escolta.
- XI ¿Qué hacer?
- XII Una tumba, osamenta.

### Segunda parte
- I Blackland.
- II A toda velocidad.
- III Un déspota.
- IV Del 26 de marzo al 8 de abril.
- V Nueva prisión.
- VI Marcel Camaret.
- VII La usina de Blackland.
- VIII Un llamado del espacio.
- IX Un desastre.
- X Una idea de Amédée Florence.
- XI Lo que había detrás de la puerta.
- XII Harry Killer.
- XIII Noche de sangre.
- XIV El fin de Blackland.
- XV Conclusión.

## Característica de la obra y temas vernianos tratados

### Occidentalismo
- Esta novela es considerada como un furioso ataque contra el occidentalismo que defendiera el propio Verne en el resto de los viajes extraordinarios. Al final, como otra predicción verniana, los negros se sublevan del yugo que impone el europeo.[3]
- Jules Verne quería este libro para promover las posibilidades del esperanto como idioma universal. Su hijo se mantuvo en la idea de una ciudad (Blackland) que habla varios idiomas, pero no hace referencia al esperanto.[4]

### Ciencia y tecnología
- Se presenta a lo largo de la historia mucha tecnología aplicada:[5]
  - El cicloscopio funcionaba a base de espejos, pero de una manera similar al radar y al sonar.
  - Se presenta muy normal el uso de la electricidad, y hasta hay sillas eléctricas que se emplean para torturas.
  - Las "avispas", pequeños vehículos sin tripulante, asemejan un torpedo dirigido.
  - Los planíferos son una clara anticipación de los helicópteros.
  - El aparato para traer lluvia es usado hoy en día.
  - Se utiliza un aparato telegráfico sin cables, muy adelantado a su época, como un anticipo de la telecomunicación.

### Geografía
- La historia de la primera novela de Jules Verne, "Cinco semanas en globo", transcurre en África, y los personajes pasan muy cerca del Níger, donde tiene desarrollo "La misión Barsac", como cerrando el ciclo de los viajes extraordinarios.
- La historia de la última novela publicada en vida del autor, "La invasión del mar", transcurre en África, aunque más al norte.

## Adaptaciones

### Televisión
- 2001 - 2002: "El secreto de la arena azul" (パタパタ飛行船の冒険 / "Pata-Pata hikôsen no bôken"). Serie de animación. 26 episodios de unos 26' cada uno. Japón.
  - Dir.: Yuichiro Yano.
    - Emplea algunos elementos de la novela de Verne.[4]

### Cine
- 2005: "Sahara". Estados Unidos.
  - Dir.: Breck Eisner.
  - Int.: Matthew McConaughey, Steve Zahn, Penélope Cruz, Lambert Wilson, William H. Macy.
    - La película emplea varios elementos del libro, como la ciudad industrial en el desierto; pero no se inspira directamente en esa obra, sino en el libro "Sahara", de Clive Cussler, quien sí se inspiró en la novela de Verne.[4]